# Facultad de Ciencias Químicas (Universidad Nacional de Córdoba)
La Facultad de Ciencias Químicas es una de las trece facultades que integran la Universidad Nacional de Córdoba. Ubicada en Ciudad Universitaria, forma profesionales en el área de la química desde su fundación en 1971. Está organizada en siete Departamentos que se desempeñan en el ámbito de la docencia y la investigación.

## Carreras de Grado
- Licenciatura en Química
- Farmacia
- Bioquímica
- Licenciatura en Biotecnología[2]

## Carreras de Postgrado
- Doctorados
  - Educación en Ciencias Básicas y Tecnología
  - Ciencias de Materiales
  - Ciencias Químicas
  - Cooperativo
  - Neurociencias[3]
- Especializaciones
  - Bioquímica Clínica
    - Área Bacteriología
    - Área Endocrinología
    - Área Inmunología
    - Área Parasitología
    - Área Química Clínica
    - Área Toxicología Clínica
    - Área Virología[4]

  - Criminalística y Actividades Periciales
  - Farmacia
    - Esterilización
    - Farmacia Hospitalaria
    - Farmacia Comunitaria

  - Química Ambiental
- Maestrías
  - Ciencias Químicas
  - Ciencia y Tecnología de los Alimentos
  - Conservación de Bienes Culturales[5]

## Departamentos
La Facultad de Ciencias Químicas está organizada en siete departamentos:
- Bioquímica Clínica (Edificio Integrador, planta baja)
- Ciencias Farmacéuticas «Otto Orsingher» (Edificio Ciencias Químicas II, primer piso)
- Farmacología (Edificio Integrador, subsuelo)
- Fisicoquímica (Pabellón Argentina, ala derecha, segundo piso)
- Química Biológica «Ranwel Caputto» (Pabellón Argentina, ala derecha, primer piso)
- Química Orgánica (Edificio Ciencias Químicas II, primer piso)
- Química Teórica y Computacional (Edificio Integrador, subsuelo)

## Investigación
En el ámbito de la Facultad de Ciencias Químicas funcionan los siguientes institutos de investigación de doble dependencia con el Consejo Nacional de Investigaciones Científicas y Técnicas

### CIQUIBIC
El Centro de Investigaciones en Química Biológica de Córdoba (CIQUIBIC) es un instituto de investigación dependiente del Consejo Nacional de Investigaciones Científicas y Técnicas ubicado en la Facultad de Ciencias Químicas de la Universidad Nacional de Córdoba, sobre las bases del Departamento de Química Biológica. En él se desarrollan trabajos de investigación en las siguientes áreas: 
- Química Biológica
- Química Biológica Patológica
- Biología Vegetal, Microbiología y Biotecnología
- Biofísica
- Biología Celular y Neurobiología

### CIBICI
El Centro de Investigaciones en Bioquímica Clínica e Inmunología (CIBICI) es un centro argentino de investigación y desarrollo dedicado a la bioquímica e inmunología. Su filiación es de doble dependencia entre la Universidad Nacional de Córdoba y CONICET.

Fue creado el 26 de marzo de 2004 por medio de la resolución n.º 504. Su sede se encuentra en el Departamento de Bioquímica Clínica de la Facultad de Ciencias Químicas (FCQ) de la UNC.
- INFIQC
- INVIB